# Luciano Manara
Pour les articles homonymes, voir Luciano Manara (sous-marin) et Manara.
Luciano Manara (né à Milan le 23 mars 1825, mort à Rome le 30 juin 1849) est un patriote italien parmi les plus connus du Risorgimento. Il meurt pendant la défense de la république romaine.

## Biographie
Ami de Carlo Cattaneo, Luciano Manara participe aux cinq journées de Milan, étant responsable de l'opération qui permet la conquête de la porte Tosa, et à la première guerre d'indépendance italienne avec un groupe de volontaires qu'il a lui-même organisé.
À l'arrivée des Autrichiens il se réfugie dans le Piémont où on le place à la tête d'un corps de bersagliers avec qui il combat sur le Pô et dans la  province de Pavie.
Il participe à la défense de la république romaine et est nommé chef d'état major de Giuseppe Garibaldi. Il meurt lors des combats de la Villa Spada le 30 juin.

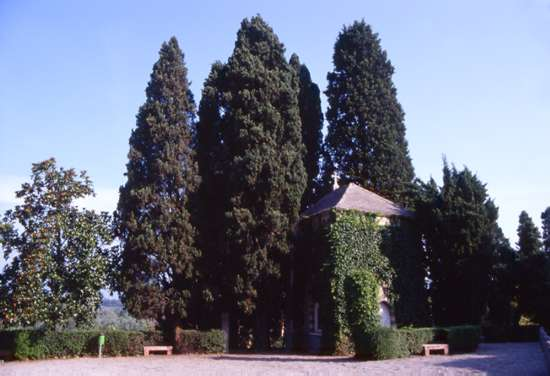
La tombe de Luciano Manara à Barzanò.

Les obsèques sont célébrées dans l'église de San Lorenzo in Lucina et l'homélie est prononcée par Don Ugo Bassi.
Le corps reste quelque temps à Rome, sa mère n'obtenant pas de Vienne l'autorisation de rapatrier le corps à Milan.
Sa dépouille et celles d'Emilio Morosini (en) et d'Enrico Dandolo (mort à Villa Corsini), sont transportées à Vezia (Lugano) où il est enterré provisoirement dans le tombeau familial des Morosini.
Après de longues suppliques, en 1853, l'empereur d'Autriche François-Joseph Ier donne l'autorisation de porter le corps à Barzanò, où la famille dispose d'une maison.
C'est seulement après l'unité italienne, en 1864, qu'on autorise les Manara à édifier la tombe familiale.
En 1894 un monument en bronze est érigé dans les jardins publics de Milan, œuvre du sculpteur Francesco Barzaghi.

## Sources
- (it) Cet article est partiellement ou en totalité issu de l’article de Wikipédia en italien intitulé « Luciano Manara » (voir la liste des auteurs).